# Valle dei Laghi
La valle dei Laghi è una valle del Trentino sud-occidentale che scorre in direzione circa NNE-SSW dalla soglia di Terlago fino al Basso Sarca.

## Toponimo

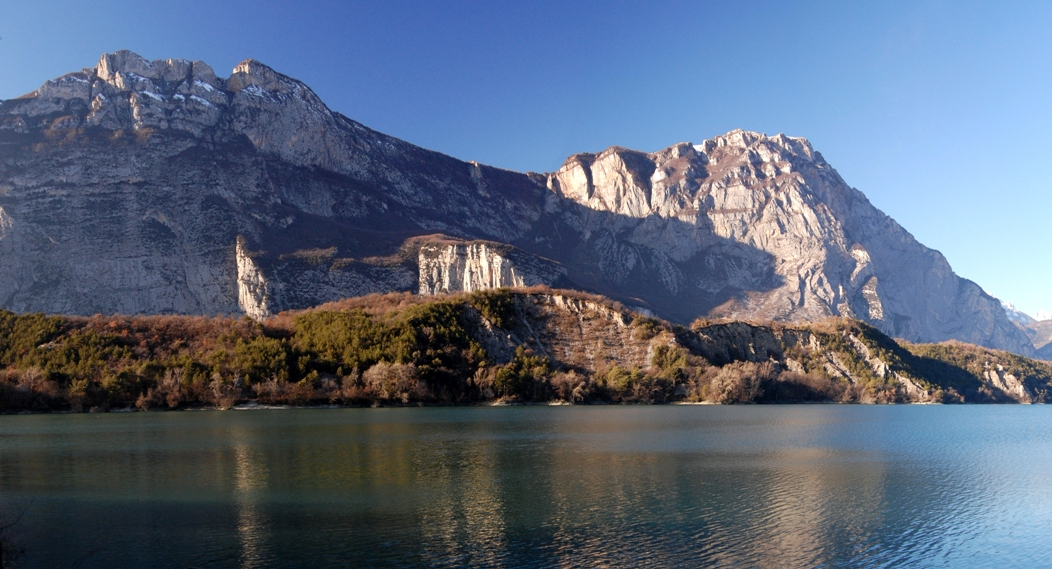
I monti Brento e Casale visti dalla sponda Est del lago di Cavedine

La denominazione, un neotoponimo creato nella seconda metà del Novecento, è dovuta alla presenza di numerosi laghi, in particolare il:
- lago di Lamar
- lago Santo
- lago di Terlago
- lago di Santa Massenza
- lago di Toblino
- lago di Lagolo
- lago di Cavedine

e i minori:
- lago dei Bagàtoi
- lago Solo

## Bacini idrografici
La valle dei Laghi, che è il tratto finale della valle del Sarca, appartiene nel suo tratto più settentrionale al bacino dell'Adige, dove il tributario principale è il torrente Vela, mentre in quello centro-meridionale al bacino del Po, per tramite di corsi d'acqua secondari che si gettano nel Sarca.

## Storia naturale
Morfologicamente si presenta come una valle a "U" asimmetrica, in parte geologicamente impostata su una sinclinale con piano assiale inclinato.
La valle dei Laghi costituisce un antico alveo del fiume Adige che verso la fine del Pliocene-inizio Quaternario, in corrispondenza della soglia di Terlago transitava dall'anticamente sbarrata Valle dell'Adige verso la depressione del Garda. Modificato il corso dell'Adige per cattura fluviale verso l'attuale percorso, essa è rimasta a nord quale valle relitta e sospesa, dove tra la Paganella e il monte Bondone si affaccia su Trento.
In seguito, e per tutto il Quaternario, è stata interessata da un'evoluzione poligenica venendo modellata da almeno quattro cicli di esarazione glaciale e seguente sovralluvionamento legati alle ultime glaciazioni e relativi periodi interglaciali, come testimoniato da un sistema di terrazzi sospesi riconoscibili a diverse quote.
Di particolare interesse sono le Marocche di Dro, un grandioso sistema di antiche frane postglaciali per crollo e scorrimento, l'ultima delle quali di età storica, come testimoniato dal ritrovamento di un tegolone romano durante gli scavi per la costruzione di una derivazione idroelettrica. Le Marocche di Dro costituiscono, per estensione e volume, il più imponente fenomeno di frana per crollo e scorrimento di materiale lapideo a livello europeo.

## Natura
La valle dei Laghi costituisce grande interesse per la varietà delle specie faunistiche e botaniche, queste ultime spazianti dall'orizzonte vegetazionale submediterraneo a quello subalpino. Meritevole di menzione il bosco delle quote più basse e attorniante i laghi principali, dove prospera il leccio, alcuni esemplari dei quali sono i più settentrionali d'Europa.
La valle dei Laghi, della quale importante settore è occupato dalla valle di Cavedine (detta anche val del vent), è caratterizzata dalla regolare presenza di un vento che percorre la valle a partire dal Lago di Garda. Tale brezza, denominata "Ora del Garda", inizia a spirare nella tarda mattinata fino al pomeriggio inoltrato.

## Economia
L'economia è principalmente legata all'agricoltura, che caratterizza il paesaggio, con prodotti tradizionali quali la vite, le olive, le patate, le mele, il mais.
Di particolare interesse è la produzione di Vino santo trentino nella zona del lago di Toblino, (da non confondere con il Vin santo toscano).
Sebbene la valle non abbia mai conosciuto un vero e proprio sviluppo turistico al pari di altre valli trentine, fatto che ne ha conservato in gran parte il paesaggio, presenta una discreta offerta inerente soprattutto all'agriturismo.

## Comuni
I comuni amministrativi strettamente appartenenti alla Valle dei Laghi sono Vallelaghi (nato dalla fusione dei comuni di Terlago, Vezzano e Padergnone il 1 gennaio 2016), Madruzzo (nato dalla fusione dei comuni di Calavino e Lasino il 1 gennaio 2016) e Cavedine.
In parte rientra anche il comune di Trento con le frazioni di Cadine, Vigolo Baselga e Baselga del Bondone. I comuni più meridionali di Drena, Dro e Arco vengono invece riferiti sia per comprensorio amministrativo che per posizione geografica al Basso Sarca.
I 3 comuni principali della Valle dei Laghi rientrano nella Comunità della Valle dei Laghi, una comunità di valle istituita nel 2006. Precedentemente, i territori erano ricompresi nel Comprensorio della Valle dell'Adige.

## Arte
Nel territorio esistono numerosi edifici di carattere storico quali, tra i tanti, i castelli di Madruzzo e Toblino, il Palazzo de Negri di San Pietro che sovrasta il centro storico di Calavino, la cappella del XVI secolo e la chiesetta del XVIII secolo dei SS. Mauro Grato e Giocondo a Calavino, la villa Ciani Bassetti a Lasino, le parrocchiali nei vari comuni della valle, i numerosi capitelli votivi testimoni della pietà popolare.